# 棋盘鬘螺
棋盘鬘螺（学名：Phalium areola），是异足目唐冠螺科鬘螺属的一种。主要分布于马来西亚、印度尼西亚、中国大陆、台湾，常栖息在潮间带至水深数十米。